# Thomas Girtin

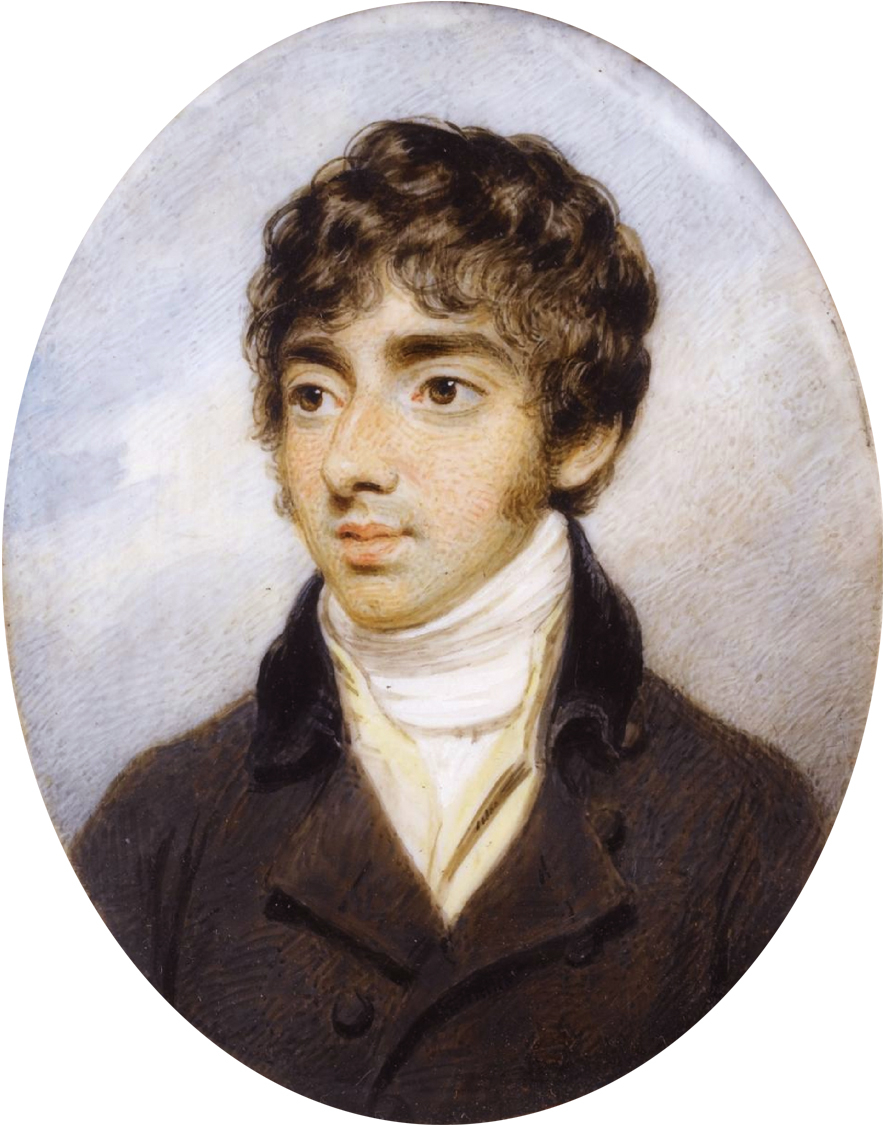
Ritratto di Thomas Girtin (Henry Edridge)

Thomas Girtin (Londra, 18 febbraio 1775 – Londra, 9 novembre 1802) è stato un pittore britannico, acquarellista e acquafortista romantico.

## Biografia

### La formazione
Nato a Southwark (Londra), Girtin era figlio di un fabbricante di spazzole di origine ugonotta che morì quando Thomas era ancora bambino. Sua madre si risposò con certo M. Vaughan, di professione disegnatore. Fu così che il giovane imparò a disegnare sin da piccolo. Seguì poi i corsi di disegno di Thomas Malton e in breve divenne allievo di Edward Dayes, un acquarellista specializzato in topografia. Sembra che Girtin abbia compiuto i sette anni di apprendistato richiesti, ma alcune testimonianze, peraltro non confermate, parlano di conflitti fra allievo e maestro, giungendo ad affermare che Dayes avrebbe persino fatto mettere in prigione Girtin per impertinenza. È comunque assodato che Dayes non apprezzava il talento di Girtin, o ne era geloso. Dopo la sua morte, infatti, egli si espresse in modo assai critico circa i contenuti dell'opera del giovane Thomas.

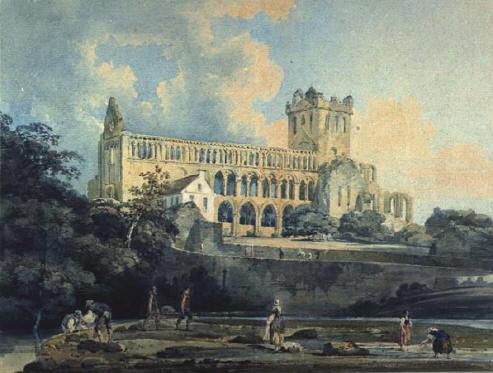
L'Abbazia di Jedburgh vista dal fiume (1799)

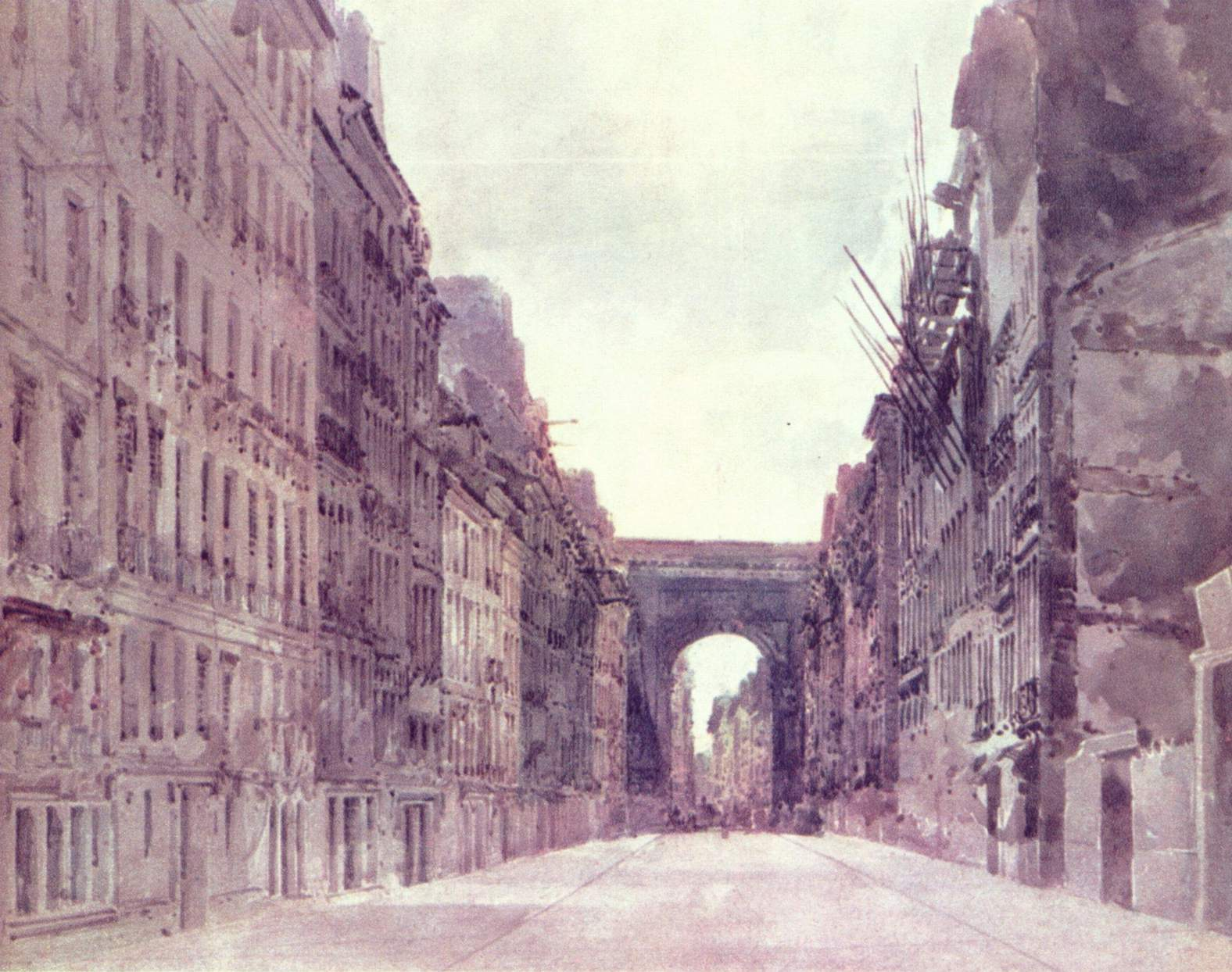
Rue Saint-Denis a Parigi 1802

### Gli inizi
Quanto era ancora un ragazzo, Girtin divenne amico di colui che sarebbe stato il maggiore esponente della pittura romantica inglese: William Turner. I due giovani lavorarono assieme per colorare con gli acquarelli diverse incisioni.

Girtin espose le sue opere alla Royal Academy sin dal 1794. I suoi schizzi e i suoi disegni di architetture e di topografie gli valsero una fama precoce, ed il suo modo di usare i colori ad acqua per rappresentare i paesaggi fece di lui l'iniziatore degli acquarellisti romantici.
Fece molti viaggi per disegnare i luoghi che lo interessavano: il Nord e l'Ovest dell'Inghilterra e il Nord del Galles. Nel 1799 aveva già ottenuto il sostegno di diverse personalità influenti, fra cui Lady Sutherland e il collezionista d'arte Sir George Beaumont. E, in quel periodo, divenne l'elemento di spicco dei "Brothers", un gruppo di artisti e di appassionati del disegno fra i quali figurava anche l'acquarellista francese François Thomas Francia.

### La carriera
Nel 1800 Girtin sposò Mary Ann Borrett, una ragazza di sedici anni figlia di un ricco orefice della City. Si stabilirono a St. George's Row, nel quartiere di Hyde Park, presso l'abitazione del pittore Paul Sandby. Nel 1801 Girtin venne spesso invitato nelle case di campagna dei suoi mecenati, come Harewood House e il castello di Mulgrave, mentre i suoi compensi aumentavano: poteva infatti chiedere sino a venti ghinee per un dipinto. Proprio in quel periodo, però, la sua salute cominciò a dare segni di cedimento.

Dalla fine del 1801 all'inizio del 1802 trascorse cinque mesi e mezzo a Parigi, dove eseguì degli acquarelli e una serie di disegni a matita che, più tardi, trasformò in incisioni. Questi lavori furono pubblicati in un volume postumo intitolato "Twenty Views in Paris and hits Environs".

Durante la primavera e l'estate del 1802 dipinse un grande panorama di Londra che chiamò "Eidometropolis". Era una tela alta 18 piedi e con un perimetro di 108. Venne esposta lo stesso anno con grande successo ed è rimasta celebre per il trattamento della luce e la resa dell'atmosfera urbana. Ma nello stesso 1802, il 9 novembre, Girtin morì nel suo atelier.
La sua morte venne attribuita all'asma o ad una "ossificazione del cuore", ma si sa che, in realtà, egli fu vittima della tubercolosi. Aveva 27 anni.

Colpito dalla morte prematura del suo amico, William Turner dichiarò: "Se Girtin fosse sopravvissuto io sarei morto di fame".

### Lo stile
I primi paesaggi di Girtin ricordano gli schizzi topografici del XVIII secolo, ma in seguito egli sviluppò uno stile assai più ricco e più aderente ai gusti romantici dell'epoca, esprimendone lo spirito. Il suo stile ebbe una grande influenza su tutta la pittura inglese. I paesaggi del Nord dell'Inghilterra lo incoraggiarono a creare una nuova tavolozza di colori, ricca di tonalità calde di marrone, di grigio ardesia, di indaco e di viola. Abbandonò inoltre l'uso allora corrente di sovrapporre i colori ad uno sfondo grigio e lo sostituì con uno a tinte più vive, facendo esperimenti con la penna, l'inchiostro colorato e la vernice, per arricchire le varie tonalità.
Il British Museum, la Tate Britain e il Victoria and Albert Museum possiedono diverse raccolte delle sue opere.

## Galleria d'immagini

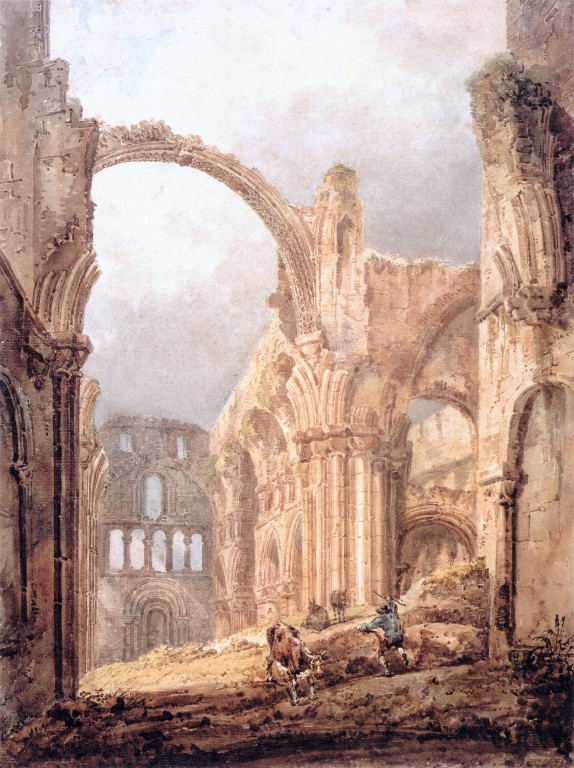
L'interno del priorato di Lindisfarne (1797)
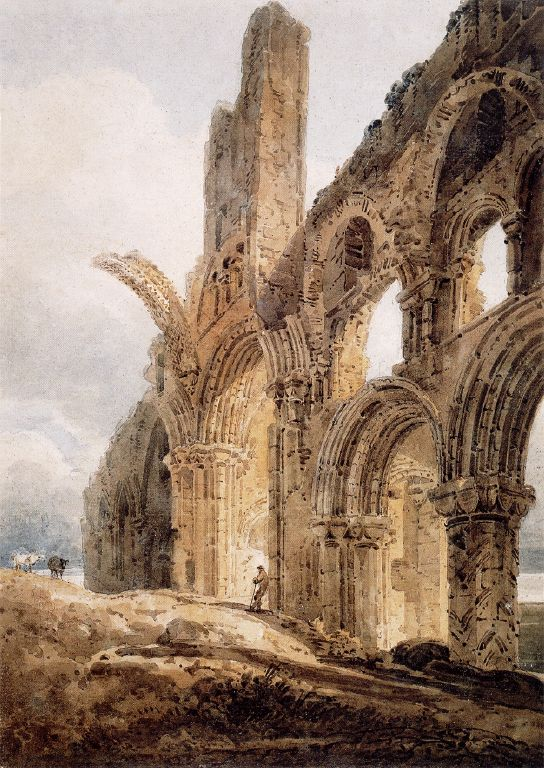
Lindisfarne (1798)
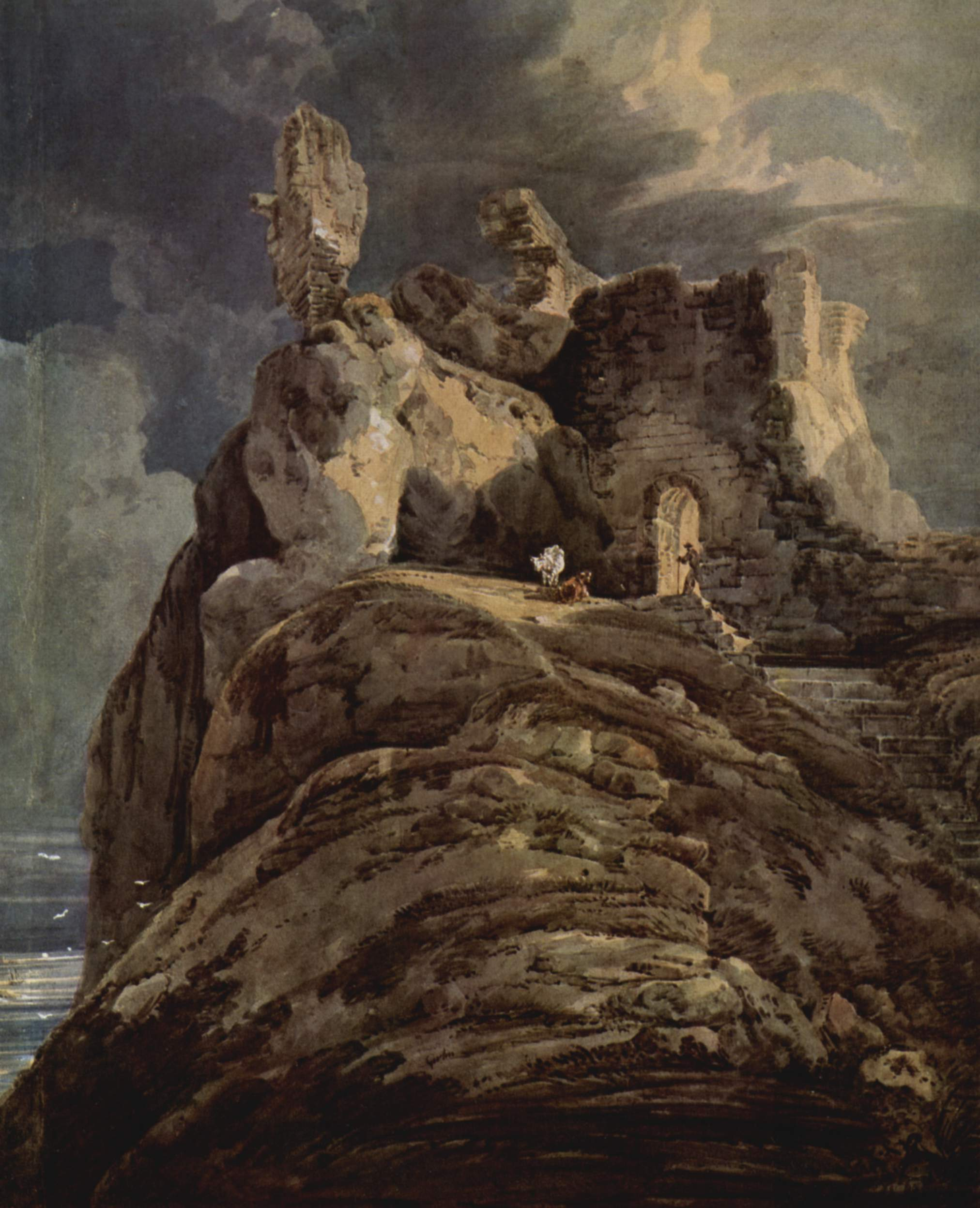
Il castello di Bamburgh, Northumberland (~1797-1799)
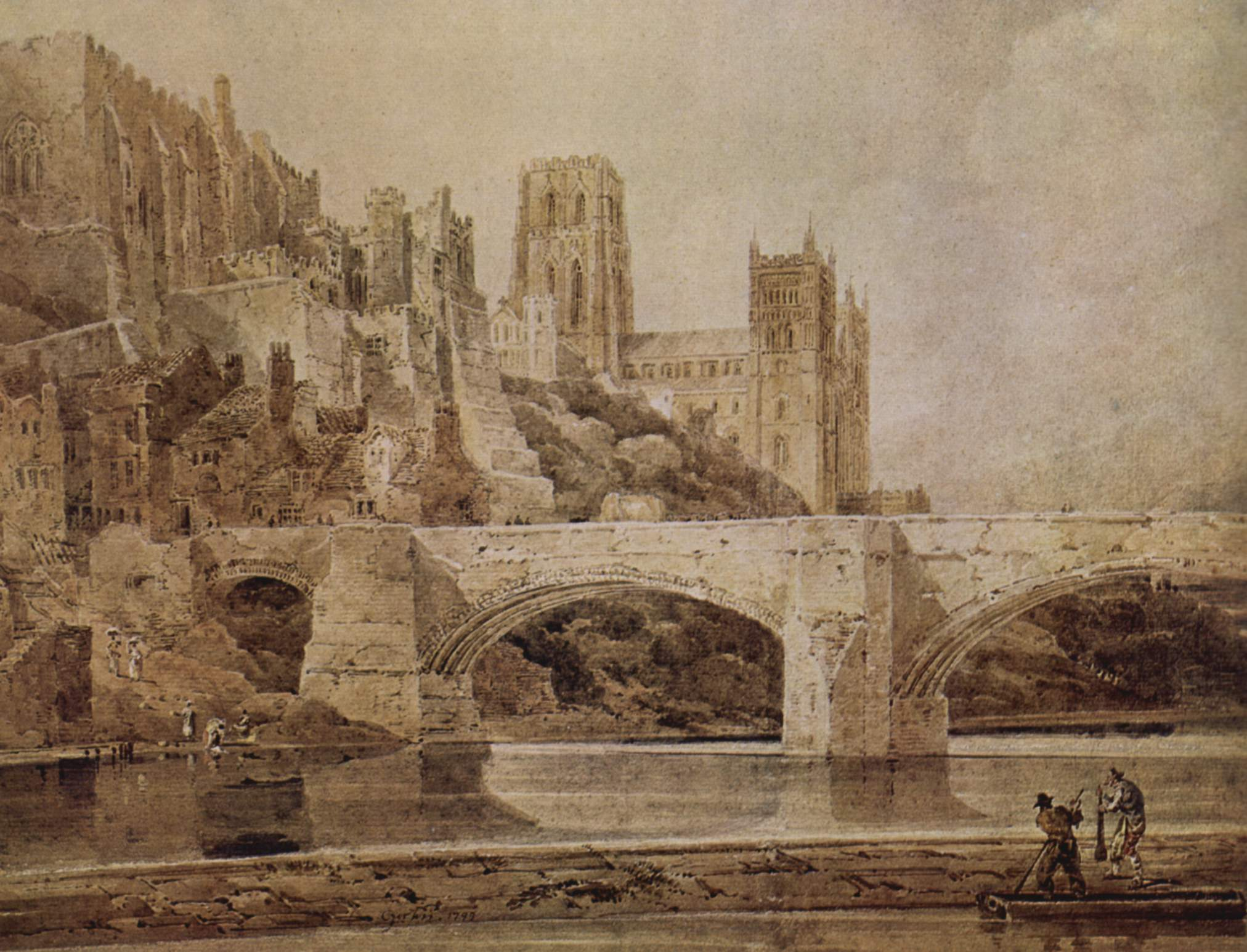
La cattedrale di Durham e il ponte (1799)
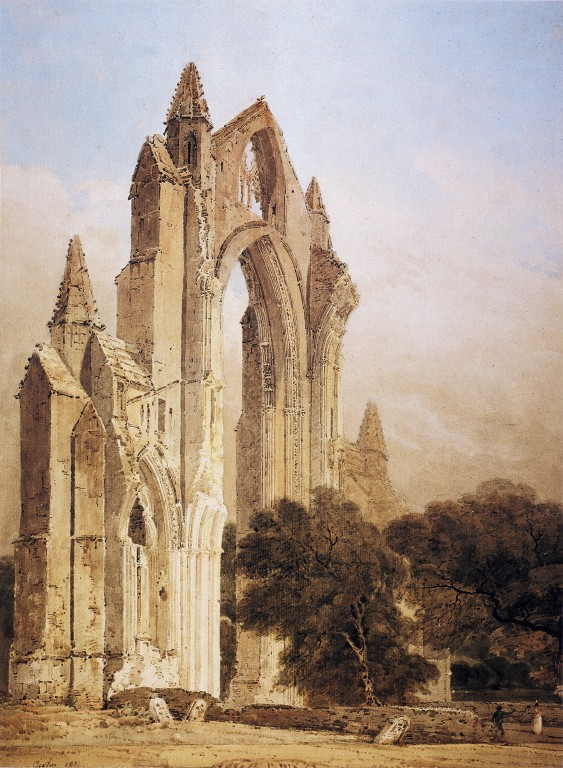
Il priorato di Guisborough, Yorkshire (1801)
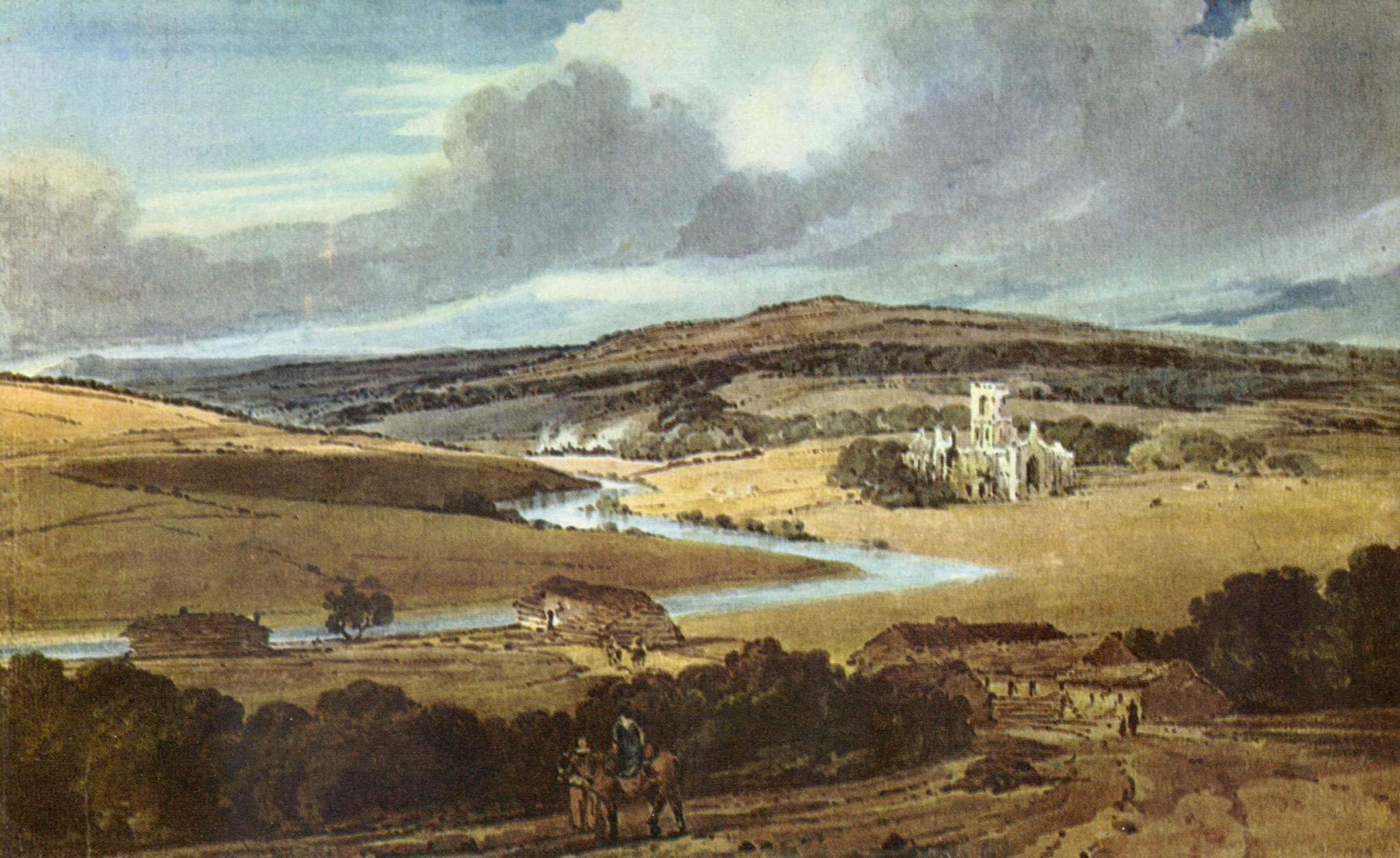
L'abbazia di Kirkstall, Yorkshire (1801)
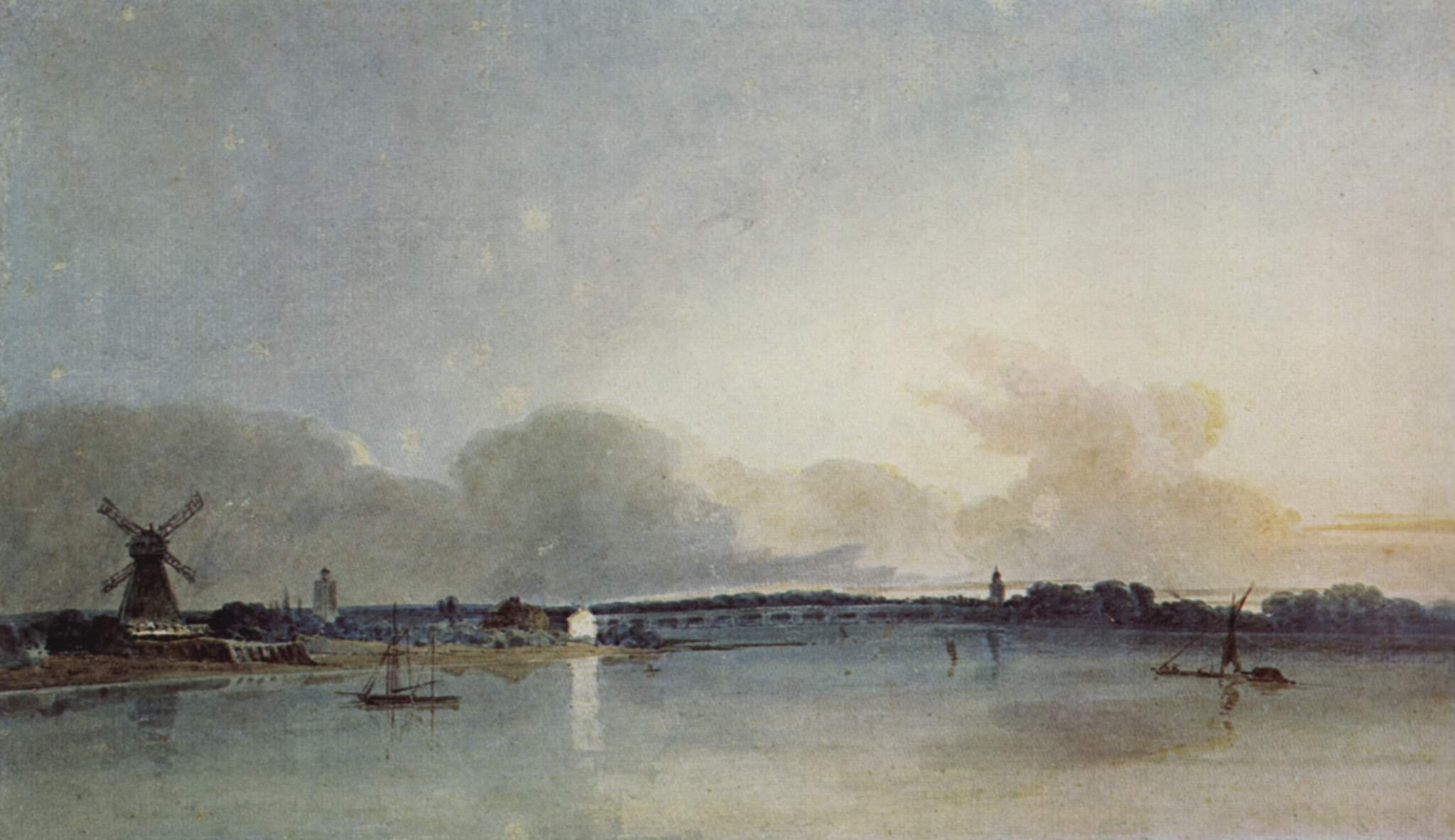
La casa bianca a Chelsea, (1800). La più celebrata opera di Girtin, molto ammirata da William Turner.
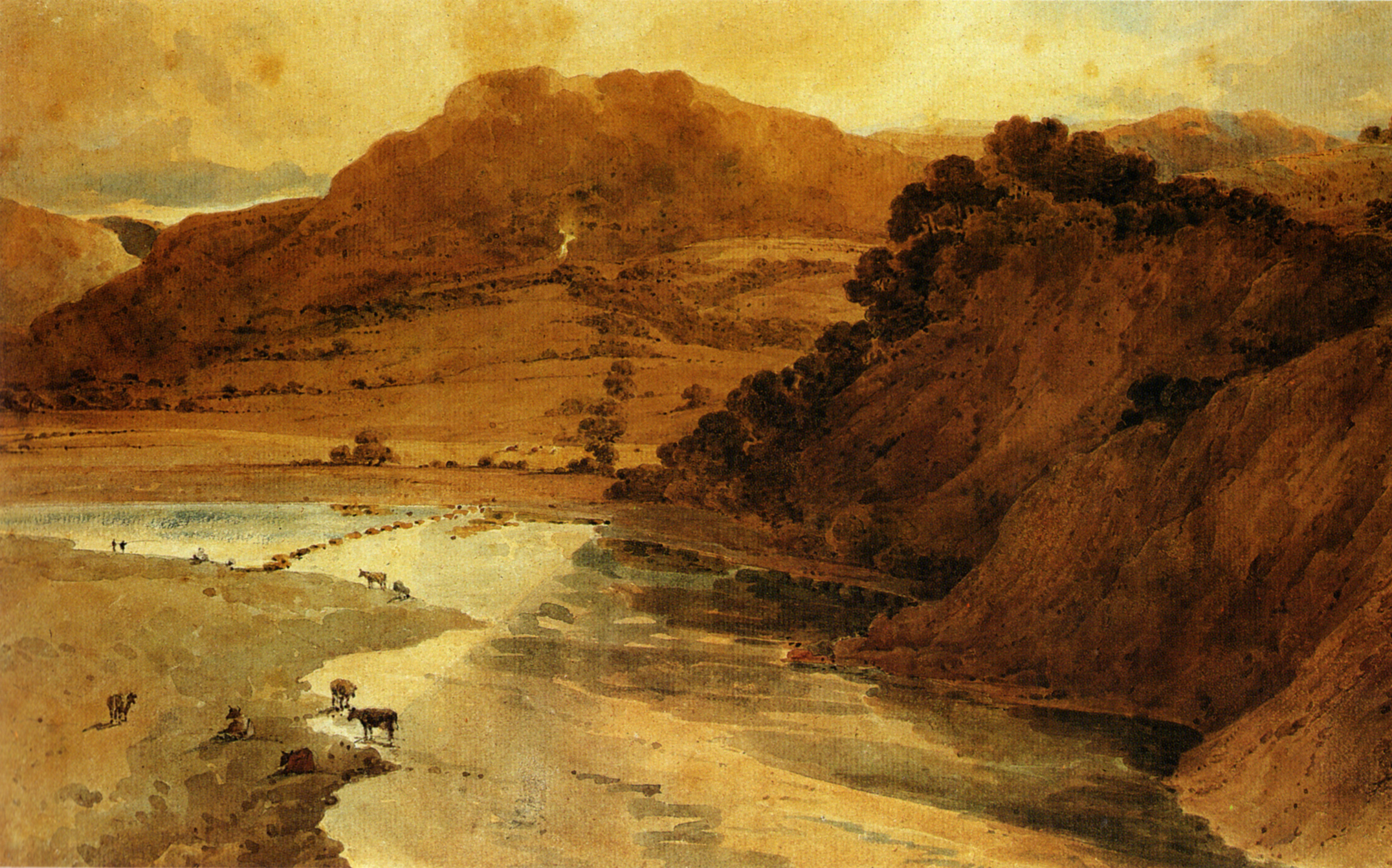
Nei pressi di Bolton Abbey, Yorkshire (?)

## Opere on line
- Gli sfondi di 261 opere di Thomas Girtin conservati alla Tate Gallery, su tate.org.uk.